# Andrea Slošiarová
Andrea Slošiarová (Žilina, 28 giugno 1972) è un'ex cestista slovacca, fino al 1992 cecoslovacca.

## Carriera
Con la Slovacchia ha disputato i Campionati mondiali del 1994 e tre edizioni dei Campionati europei (1993, 1995, 1999).